# Problemorientierung

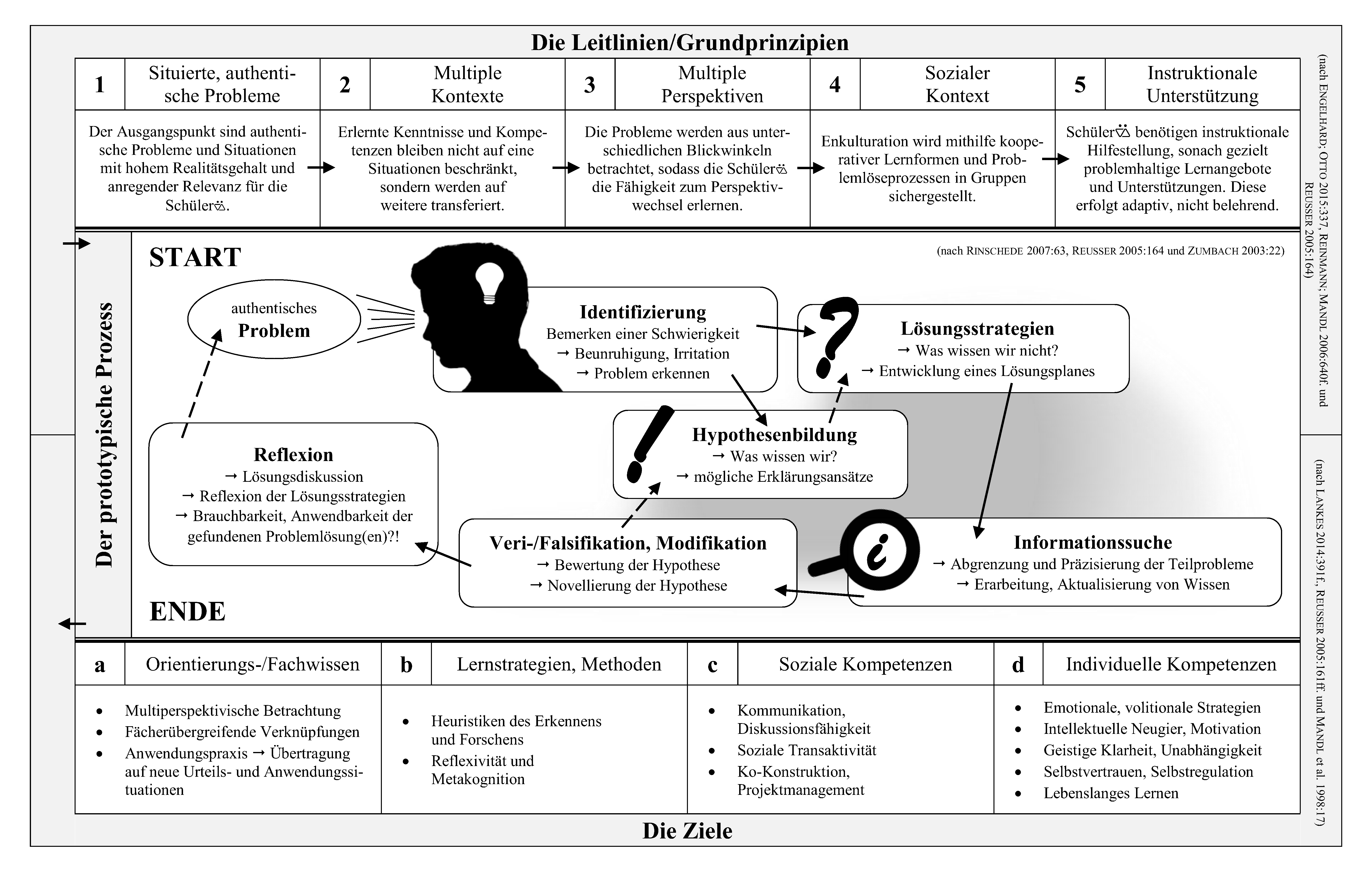
Schaubild: »Ablauf des Problemorientierten Lernens«

Problemorientierung ist ein didaktisches Prinzip des modernen Unterrichts. In vielen Lehr- und Rahmenplänen wird sie eingefordert.

## Merkmale
Problemorientierung stellt eine Variante forschenden Lernens dar, die sich aus dem naturwissenschaftlichen Lernen, insbesondere aus der Didaktik des Physiklehrers Martin Wagenschein entwickelt hat. Explizit problemorientiert wird danach gearbeitet, indem anstelle der Präsentation vorgefertigten naturwissenschaftlichen Wissens die Kinder durch Fragen und Beobachten ein offenes Problem selbst zu klären versuchen. Wagenschein bezeichnet die pädagogische Inszenierung als produktive Verwirrung, um Selbstverständliches und verfestigte Alltagsvorstellungen (Präkonzepte) in Frage zu stellen. Zur Lösung des offenen Problems empfiehlt Wagenschein sokratische Gespräche, um Zusammenhänge zu verstehen.
Der Begriff der Problemorientierung ist erst im Laufe der 1970er Jahre in eine breitere didaktische Diskussion von weiteren Fächern und Studen eingegangen. Problemorientiertes Lernen beginnt immer mit der Phase des Suchens und Entdeckens, Problemfindungsphase genannt. Dieser folgt die Problemlösungsphase, die durch systematisches Suchen der Kinder nach Lösungen und Erklärungen gekennzeichnet ist.
Michael Soostmeyer definiert Problemorientierung für die Grundschule primär als eigenaktives Handeln der Lernenden. Bei ihm geht die Problemorientierung direkt aus entdeckendem Lernen hervor. Beim problemorientierten Ansatz steht ein echtes und sogar komplexes Problem, das Fragen bei den Kindern aufwirft, am Anfang.
Gleichzeitig mit der Wertschätzung des kindlichen Denkvermögens gehen alle problemorientierten Ansätze davon aus, dass Kinder nicht vorgeformte, aufgesetzte Begriffe brauchen, sondern selbst denkend das Problem ergründen wollen. Sie müssen erst die Probleme verstehen, um die daraus erwachsenden Theorien verstehen zu können. Kinder wollen danach keine kursartigen und an Merksätzen orientierten Lehrgänge, sondern zuerst das Denken in Problemsituationen. Im konzeptuellen Lernen werden so aus Alltagsbegriffen Fachbegriffe.

## Fachspezifische Anwendungen
- Die vor allem auf Wagenschein zurückgehenden heutigen Ansätze Problemorientierten Sachunterrichts legen Wert auf eine auch für die Kinder problemhaltige Lernausgangssituation. In der Sachunterrichtsdidaktik hat Michael Soostmeyer den Problemorientierten Sachunterricht früh vertreten. Bereits 1978 veröffentlichte er Problemorientiertes Lernen im Sachunterricht und schuf damit eines der ersten theoretischen Konzepte. In seinem letzten Werk zum Genetischen Sachunterricht von 2002 wird dieser problemorientierte Ansatz weiter geführt.
- In der Geschichtsdidaktik hat Uwe Uffelmann den Problemorientierten Geschichtsunterricht (POGU) als Konzept vertreten, der den Unterrichtsgegenstand aus den lebenspraktischen Problemen des Schülers entwickeln möchte. Bis heute ist aber nicht ganz geklärt, was ein historisches Problem im Unterricht genau ausmacht.
- Im Problemorientierten Physikunterricht orientiert man sich hingegen nicht primär an lebensweltlichen Problemen der Schüler, sondern an wissenschaftlichen Erklärungsaufgaben. Bei gelungener Methodenanwendung sollte hier die Formulierung der Problemfrage von der Schülerseite erfolgen.
- Im Problemorientierten Philosophieunterricht geht es vor allem um eine gezielte Problemstellung, die in der Hinführungsphase den Schülern so einsichtig gemacht wurde, dass sie in einer intuitiven-selbstgesteuerten Lernphase eigene Lösungen entwickeln können. Diese können sie in einer angeleitet-kontrollierten Phase mit den Lösungen aus Texten alter und neuer Philosophen vergleichen. Die so gewonnenen Ergebnisse werden festgehalten und können auf andere Probleme übertragen werden (vgl. Bonbonmodell im Artikel Lernphasen).